# Брайтшайд (Вестервальд)
Бра́йтшайд (нем. Breitscheid) — община в Германии, в земле Рейнланд-Пфальц.
Входит в состав района Нойвид. Подчиняется управлению Вальдбрайтбах. Население составляет 2196 человек (на 31 декабря 2010 года). Занимает площадь 12,21 км².
Коммуна подразделяется на 13 сельских округов.